# Елигово
Елигово — деревня в Боровичском муниципальном районе Новгородской области, относится к Волокскому сельскому поселению.

## География
Деревня находится в 15 км к северо-западу от административного центра поселения — деревни Волок, на автодороге Боровичи — Любытино, к юго-западу от деревни находится карьер «Окладнево» Окладневского месторождения огнеупорных глин.

## История
Елигово впервые упоминается в писцовых книгах 1545—1564 гг. Бежецкой пятины Новгородской земли.
В 1911 году деревня Елигово располагалась Тихвинском тракте и относилась к Десято-Пятницкой волости Боровичского уезда Новгородской губернии, число жителей тогда было — 90, дворов — 30, деревня тогда находилась на земле Засобольского сельского общества, в деревне была часовня. По постановлению ВЦИК от 3 апреля 1924 Десято-Пятницкая волость была присоединена к Волокской волости уезда. Население деревни Елигово по переписи населения 1926 года — 100 человек. Затем, с августа 1927 года, деревня в составе Окладневского сельсовета новообразованного Боровичского района новообразованного Боровичского округа в составе переименованной из Северо-Западной в Ленинградскую области. По постановлению ЦИК и СНК СССР от 23 июля 1930 года Боровичский округ был упразднён, а район перешёл в прямое подчинение Леноблисполкому. Население деревни Елигово в 1940 году было 633 человека. Указом Президиума Верховного Совета СССР от 5 июля 1944 года была образована Новгородская область и Боровичский район вошёл в её состав.
Во время неудавшейся всесоюзной реформы по делению на сельские и промышленные районы и парторганизации, в соответствии с решениями ноябрьского (1962 года) пленума ЦК КПСС «о перестройке партийного руководства народным хозяйством» с 10 декабря 1962 года и сельсовет и деревня вошли в крупный Боровичский сельский район, а 1 февраля 1963 года административный Боровичский район был упразднён, но пленум ЦК КПСС, состоявшийся 16 ноября 1964 года, восстановил прежний принцип партийного руководства народным хозяйством, после чего Указом Верховного Совета РСФСР от 12 января 1965 года сельские районы были преобразованы вновь в административные районы и решением Новгородского облисполкома от 12 января 1965 года и Окладневский сельсовет и деревня вновь в Боровичском районе. Решением Новгородского облисполкома № 571 от 22 сентября 1975 года Окладневский сельсовет был упразднён, а деревня вошла в состав Волокского сельсовета.
После прекращения деятельности Волокского сельского Совета в начале 1990-х стала действовать Администрация Волокского сельсовета, которая была упразднена с 1 января 2006 года на основании постановления Администрации города Боровичи и Боровичского района от 18 октября 2005 года и деревня Елигово, по результатам муниципальной реформы входит в состав муниципального образования — Волокское сельское поселение Боровичского муниципального района (местное самоуправление), по административно-территориальному устройству подчинена администрации Волокского сельского поселения Боровичского района.

## Население
| 1989 | 2002 | 2006 | 2008 | 2009 | 2010 |
| ---- | ---- | ---- | ---- | ---- | ---- |
| 186  | ↘157 | ↘156 | ↘135 | →135 | ↘93  |

По переписи населения 2002 года, в деревне Елигово проживали 157 человек (94 % русские)

## Инфраструктура
В здании Елиговского сельского клуба действует Елиговская сельская библиотека, есть магазин № 69 филиала Новоблпотребсоюз «Боровичское Райпо», а также вышка сотовой связи ОАО «Мегафон».